# المعارضة الرومانية في عهد نيكولاي تشاوشيسكو
كانت المعارضة الرومانية في عهد نيكولاي تشاوشيسكو هي سلسلة من الأصوات المعارضة والمتصاعدة ضد حكم نيكولاي تشاوشيسكو والسياسات الحكومية إبان عهده الشمولي الذي بدأ في التكون بعد اطروحات يوليو في 1971. بسبب القمع الامني والتضييقات الصادرة من اجهزة تشاوشيسكو الأمنية مثل الشرطة السرية (السيكيوريتات), كانت المعارضة المفتوحة والممارسة بشكل علني نادرة. كانت من أعمال المعارضة البارزة رسائل بول غوما في عام 1977 إلى تشاوشيسكو، وتأسيس SLOMR (نقابة عمالية مستقلة) في عام 1979 وعدد من صراعات العمال، مثل إضراب عمال المناجم في جيو فالي 1977 وتمرد براشوف عام 1987.
جاءت المعارضة من داخل الحزب الشيوعي الروماني لأول مرة من قسطنطين بورفوليسكو، عضو الحزب المخضرم الذي اتهم في عام 1979 خلال المؤتمر الثاني عشر للحزب الشيوعي الروماني تشاوشيسكو بوضع مصلحته الشخصية فوق مصالح الحزب. تم استبعاد بورفوليسكو من الحزب، ولكن في عام 1989، بالاشتراك مع خمسة من قدامى المحاربين الآخرين وقعوا خطاب الستة، وهو خطاب مفتوح كتبه سيلفيو بروكان والذي كان بمثابة انتقاد يساري لتشاوشيسكو.
بدأت الثورة الرومانية في ديسمبر 1989 كعمل معارض، حيث بدأ الناس في دعم القس المجري لازلو توكيس، الذي كان على وشك أن يُطرد بسبب معارضته لتشاوشيسكو.

## ثقافة الستينيات المضادة
ابتداءً من منتصف الستينيات، نشأت ثقافة مضادة في رومانيا بين الشباب والطلاب الرومانيين. في حين أن هذه الثقافة تشترك في جماليات الثقافة الغربية المضادة في الستينيات (على سبيل المثال أزياء الهيبيز أو موسيقى الروك أند رول) ومعادتها للاستبداد، من وجهة نظر أيديولوجية، لم تكن جزءا من حركة الثقافة المضادة العالمية. استخدمت الثقافة المضادة الخطاب القومي وعلى عكس نظيرتها الغربية أو اليوغوسلافية، فقد احتضنت «اليسار الجديد» وعارضت حرب فيتنام، وعلي الصعيد الروماني، كانت مناهضة للاشتراكية، حتى لو كانت الاشتراكية الليبرالية. على الرغم من أنهم كانوا على علم بالحركات والثقافات المضادة في الغرب، إلا أنهم لم يشاركوهم أهدافهم أو كان لديهم مصلحة في إعلان التضامن معهم.
ازدهرت التجمعات المعارضة وعاشت أفضل ايامها عندما أصبحت رومانيا أكثر ليبرالية وسمحت بمزيد من حرية التعبير. ازدهر الأدب غير الملتزم والسينما والمسرح والموسيقى والفلسفة عندما تحدى المثقفون الشباب انتهاكات الحقبة المبكرة لرومانيا الاشتراكية وطالبوا بمزيد من حرية الفكر والتعبير، فضلاً عن مستوى معيشة أفضل. لقد دعمت الثقافة المضادة بعض الأهداف التي تسعى لها الحكومة، مثل الإصلاح والاستقلال عن الاتحاد السوفيتي.
جاءت نهاية عصر الاحتجاجات والتعبير الحر داخل الثقافة المضادة في ديسمبر 1968 عندما تعرضت مجموعة من مئات الطلاب المتظاهرين للضرب من قبل الشرطة واعتقال قادتهم. حذر تشاوشيسكو من أية مواقف فنية وسياسية ضد النظام في عام 1969 ، بينما في عام 1970 ، حظرت رسميا الأنشطة الثقافية المضادة، وفي عام 1971، مع أطروحات يوليو، بدأت -ثورة ثقافية مصغرة- تقمع وتزيح الثقافات المضادة بشكل صارم.
سيطر الحزب الشيوعي الروماني على أوساط السينما والمسرح والأدب وطالبهم بالتمسك بالواقعية الاشتراكية. في حين أن هذا لم يضع حدًا للثقافة المضادة، إلا أنه قلل من حجمها بشكل كبير. كان معارضو النظام يتعرضون بشكل روتيني لمضايقات من قبل الشرطة، أو طردهم من الحزب أو فصلهم من أماكن عملهم وغالبًا ما يفرون إلى الخارج. فر بعض الفنانين والمفكرين، مثل كورنيل شيراك، إلى أوروبا الغربية، بينما انضم آخرون، مثل أدريان باونيسكو (الذي تعرض للهجوم في عام 1972 بسبب أنشطته التقويضية ومواقفه من الرقابة) إلى آلة دعاية النظام الروماني.

## رسائل بول غوما
قام بول غوما، الكاتب المولود في بيسارابيا، بالتحدي الأول لنظام تشاوتشيسكو في ربيع عام 1977. تحدى غوما الحكومات الشيوعية السابقة لرومانيا، ففي عام 1956 ، قرأ في الجامعة فصلًا من رواية تصف حركات طلابية شبيهة بحركات الثورة المجرية عام 1956. في عام 1968 ، منع غوما من نشر روايته Obstinato وكذلك روايته التالية Gherla اللتان نُشرتا بترجمتين فرنسية وألمانية.
بعد أن شعر بالإحباط والحزن من حظر كتاباته، فقد كتب خطابا استلهمه من الميثاق التشيكوسلوفاكي 77، وكانت عبارة عن رسالة دعم إلى بافيل كوهوت. باحثا عن بعض الأصدقاء المستعدين للتوقيع عليها، ثم دعا نيكولاي تشاوتشيسكو للتوقيع عليها. وفي رسالة موجهة إلى تشاوشيسكو، أخبره أنه لا يمكنه العثور على أشخاص للتوقيع على الرسالة لأنهم يخافون من الشرطة السرية وأن الرومانيين الوحيدين اللذين لا يخافان من السيكيوريتات هما هو وتشاوشيسكو.
على الرغم من ممارسات الشرطة السرية القمعية، حصلت رسالة غوما على أكثر من 200 توقيع (بما في ذلك دعم الطبيب النفسي إيون فيانو والناقد الأدبي إيون نيجويتشيسكو)، ولكن تشاوشيسكو قد شجبها، وهاجم الموقعين ووصفهم بـ«خونة البلاد». فكتب رسالة أقسى إلى تشاوشيسكو، فتم استبعاد غوما من اتحاد الكتاب، واعتقل وهوجم في مجموعة متنوعة من المجلات المناوئة للنظام مثل Săptămâna و Luceafărul. بعد مناشدة دولية، أطلق سراحه وفي نوفمبر 1977 ذهب إلى المنفى في فرنسا.
بعد النفي، استمر غوما في انتقاد نظام تشوشيسكو من باريس، وفي عام 1982، أمرت السلطات الرومانية عميل سري روماني، ماتي بافيل هايدوكو، بقتل غوما، مع منشق آخر يدعى فيرجيل توناس عن طريق حقن سم من شأنه أن يسبب سكتة قلبية. ومع ذلك، رفض هايدوكو الأمر بالاغتيال ثم انشق ولجأ إلى السلطات الفرنسية.

## النزاعات العمالية

### اضراب عمال مناجم جيو فالي 1977
بعد بضعة أشهر فقط من الاحداث الملاحقة لغوما، وقع أول إضراب كبير ضد شركة رومانية تابعة للدولة. كان السبب المباشر للإضراب هو تشريع يوليو 1977 الجديد الذي ألغى معاشات العجز الجسدي لعمال المناجم ورفع سن التقاعد لعمال المناجم من 50 إلى 53. قام تشاوشيسكو بتشكيل لجنة لمعالجة الأوضاع برئاسة رئيس الوزراء الروماني ايلي فيرديتش للذهاب إلى لوبيني والتفاوض مع عمال المناجم، لكن قبض علي اللجنة من قبل عمال المناجم، الذين طلبوا من تشاوشيسكو بالحضور.
فذهب تشاوشيسكو إلى لوبيني في نفس اليوم وأمام الحشد الغاضب، أعلن انه سيقضي ست ساعات من هذا اليوم في تفقد جميع أنحاء جيو فالي، واعلن عن بناء مصانع من شأنها توفير فرص عمل لزوجات وبنات عمال المناجم وأن العمال لن يتم معاقبتهم علي ذلك الإضراب. بعد ذلك تفرقت الحشود واستمر عمال المناجم في العمل.
لم يتم الوفاء بالوعود التي قطعها تشاوشيسكو، ففي الأشهر التالية، بدأت السيكيوريتات في تحقيقاتها عن الإضراب وبدأت بشن قمعها، حيث تم إرسال 4000 من عمال المناجم إلى مناطق تعدين أخرى وسجن آخرين. ولم يتم الحفاظ على التنازلات التي أعلن عنها في يوم الست ساعات، وكان الوعد الوحيد الذي تم الوفاء به هو خلق فرص عمل لعائلات عمال المناجم. خلال إضرابات عمال جيو فالي، كان هناك تعتيم إعلامي كامل من الاعلام الروماني علي الحدث.

### إس إل أو إم آر
أسست مجموعة من 15 عاملاً في أحواض بناء السفن الواقعة في تورنو سيفيرين، بمساعدة الطبيب إيونيل كانو، نقابة عمالية حرة، تم إعلان تأسيسها من على إذاعة أوروبا الحرة في 4 مارس 1979. وسرعان ما اجتذبت أكثر من 2400 توقيع من العمال في جميع أنحاء البلاد. ثم حصلت على دعم بول غوما وكاهن أرثوذكسي منشق عن الكنيسة الرومانية يدعى جيورجي كالتشيو.
دعا بيانها إلى تقنين النقابات العمالية المستقلة وحرية تكوين الجمعيات. كما تم القبض على بعض أعضائها، بما في ذلك إيونيل كانو والخبير الاقتصادي جيورجي بروشوفينو، احتجت النقابة على القمع من خلال خطاب مفتوح. وحُكم على الرئيس التالي للنقابة بالسجن 18 شهرًا بتهمة «نقل أسرار الدولة إلى منظمة العفو الدولية».

### الاضرابات اثناء سياسات تقشف الثمانينات
في اواخر الثمانينات، قدم تشاوشيسكو سلسلة من إجراءات التقشف القاسية للغاية من أجل الحد من الواردات وسداد الديون المقترضة من البنوك الغربية. فتم وضع حصص محددة للغذاء والطاقة وخفضت القيمة الحقيقية للأجور.
في سبتمبر 1983 ، أضرب عمال المناجم من سبعة مناجم في ماراموريش احتجاجًا على تخفيض الأجور، وتم قمع الإضراب من قبل الأمن. بدأت سلسلة من الإضرابات أخرى في مصانع الآلات الثقيلة ومصانع التبريد في كلوج نابوكا، وكذلك في مصنع الزجاج في توردا في نوفمبر 1984 بعد تخفيض حصص الخبز التموينية وتخفيض الأجور بسبب الفشل في الوصول لتوقعات الإنتاج المطلوبة. فكما حدث في جيو فالي، وعد الحزب بتلبية مطالب العمال وبدأت السيكيوريتات في التحقيقات والقمع ونقلت بعض العمال إلى مناطق أخرى. في 16 فبراير 1987، احتج حوالي ألف موظف في مصنع نيكولينا للمعدات المتحركة للسكة الحديد في ياش على تخفيض الأجور. فطردت السلطات 150 من المضربين من المصنع.

### تمرد براشوف
في 15 نوفمبر 1987، اجتمع آلاف العمال من مصنع Steagul Roșu للذهاب الي التصويت في الانتخابات المحلية. وبدلاً من ذلك، ساروا نحو وسط المدينة - حيث كان يقع مقر الحزب المحلي - ، وهم يغنون أغنية «Deșteaptă-te، române!»، أغنية ثورة 1848 ثم هتفوا «تسقط الديكتاتورية!». وانضم إليهم عمال مصنع جرارات براشوف وبعض من السكان المتعاطفين في براشوف.
كان ذلك بعد خمسة أيام من تنفيذ مرسوم بشأن الحد من التدفئة في المساكن الخاصة (جزء من سياسة التقشف في الثمانينيات في رومانيا) وبعد شهر ثانٍ مع تخفيضات في الأجور بسبب الإخفاق في تحقيق توقعات الإنتاج (وهو ما لا يمكن القيام به بسبب لشح الطلبات التجارية والزبائن)، مع نقص الغذاء.
فر من كان في مقر الحزب عبر المدخل الخلفي بينما مزق الحشد لافتة المقر، وحطموا النوافذ، وشقوا طريقهم إلى الداخل عن طريق كسر البوابات الخشبية وإلقاء الملصقات والملفات والمعدات في الشارع وتدميرها. وقد أضرمت هذه النيران ونهب مماثل لمبنى مجلس البلدية على الجانب الآخر من الطريق.
وسرعان ما حضرت عربات للشرطة والجيش تحمل جنوداً مسلحين، فحاول المتظاهرون الفرار. وتعرض بعضهم للضرب والاعتقال، فيما اعتُقل آخرون من منزلهم في منتصف الليل. وفي الأيام التالية، تم سداد جميع الديون المستحقة للعمال وخزنت المحال التجارية بضائعها.
التزمت وسائل الإعلام الحكومية الصمت بشأن الاحتجاجات لأسابيع ولم تعترف إلا بالاضطرابات التي حدثت في 2 ديسمبر، عندما أعلن راديو بوخارست أن ممثلي العمال قرروا إقالة الإدارة التي خفضت بشكل غير قانوني أجور العمال. كما أشارت إلى أن العمال «الذين ينخرطون في أعمال شاذة عن مجتمعنا» سيتم نقلهم أو معاقبتهم وفقًا للقانون.
قامت السيكيوريتات بالتحقيق في الاحتجاجات، وبحلول ديسمبر، قامت بتسمية قائمة تضم 425 عاملاً تم اعتقالهم لاحقا. أدت المحاكمة الجماعية إلى سجن 60 متظاهرا بتهمة «الشغب والتخريب»، والحكم عليهم بالسجن لمدد تتراوح بين سنة وأربع سنوات.

## المعارضة من داخل الحزب
حدثت أول حالة معارضة من داخل الحزب خلال المؤتمر الثاني عشر للحزب، عندما شن قسطنطين بورفوليسكو -وهو عضو قديم في الحزب- هجوما، اعتراضا علي إعادة انتخاب تشاوشيسكو، بحجة أنه يضع مجده الشخصي فوق مصلحة الحزب والوطن. ونتيجة لهجومه ذلك، فقد تم تجريده من انتدابه بالمؤتمر ومنصبه ووضع رهن الإقامة الجبرية. بعد تمرد براشوف، في 26 نوفمبر 1987 ، أدلى نائب المدير السابق لصحيفة سكينتيا سيلفيو بروكان تصريحًا لبعض الصحفيين الأجانب، حذر فيه تشاوشيسكو من أن «فترة متأزمة في العلاقات بين الحزب الشيوعي الروماني والطبقة العاملة» قد تبدأ، وحذر من أن هذا الوضع قد يؤدي إلى عزلة الدولة الرومانية عن كل من الشرق والغرب. تمت مضايقة بروكان من قبل الحزب الذي وضعه رهن الإقامة الجبرية، ولكن أطلق سراحه لاحقا بعد زيارة نائب وزير الخارجية الأمريكية جون سي وايتهيد إلى بوخارست.
تم تكليف دوميترو مازيلو، وهو مسؤول روماني، من قبل لجنة الأمم المتحدة الفرعية لمنع التمييز وحماية الأقليات في عام 1985 لكتابة تقرير عن حقوق الإنسان في رومانيا. وكان من المقرر أن يقدمها في جنيف في يونيو 1987 ، لكن السلطات الرومانية منعته. كان التفسير الرسمي لعدم حضوره هو أنه أصيب بنوبة قلبية، لكن مازيلو أرسل في نهاية المطاف في عام 1988 رسالة إلى رئيس اللجنة الفرعية للأمم المتحدة تحدث فيها عن الإجراءات القمعية المتخذة ضده بعد أن رفض التخلي عن العمل في هذا المشروع، بما في ذلك المراقبة والتخويف.
في 10 مارس 1989 ، وقع ستة من كبار الأعضاء (سيلفيو بروكان، وجيورجي أبوستول، وألكسندرو بارليدينو، وغريغور روسيانو، وكورنيليو مينيسكو، وقسطنطين بورفوليسكو) من الحزب الشيوعي الروماني على رسالة مفتوحة (رسالة الستة) كتبه بروكان ونشر من بي بي سي. نظرًا لأنهم أرسلوا الرسالة مباشرة إلى الخارج بدلاً من مناقشتها في الحزب، فهذا كان بسبب أن الحزب كان بالكامل تحت سيطرة تشاوشيسكو وأنه لا توجد آلية حزبية تسمح بمناقشة سياسة الحزب.
على عكس دوينا كورنيا، لم تكن التعددية الديمقراطية محل نقاشهم داخل الرسالة، ولكن فقط التعددية وآليات المناقشة داخل الحزب. لقد تحدثوا عن أن «جوهر الاشتراكية ذاته» كان في خطر بسبب سياسات تشاوشيسكو الفردية. ناقشت الرسالة رداءة التنظيم الاداري، وعدم مراعاة حقوق الإنسان، وأنه عمليا، فقد تم تعليق العمل بالدستور وان وجود نظام قانوني ساري المفعول بات مهددا.